# Concertino per a trombó (David)
El Concertino per a trombó i orquestra, op. 4 va ser compost el 1837 per Ferdinand David i estrenat el mateix any a Leipzig de la mà de Karl Traugott Queisser. Amb el temps ha esdevingut la peça per a trombó més famosa i més interpretada encara avui en dia.

## Context
Durant el segle xix, el trombó va anar augmentant la seva presència en l'orquestra simfònica, i més encara després de l'estrena de la Simfonia fantàstica d'Hector Berlioz (1830), fins al punt d'esdevenir un instrument fix en la plantilla de l'orquestra.
El seu poc bagatge simfònic i el fort llaç que l'unia amb la música sacra (sovint era utilitzat en música d'església) feia que no hi hagués concerts per a l'instrument com a solista. Al llarg del segle xix el trombó agafaria cada cop més protagonisme en l'orquestra.

### Agents
Karl Traugot Queisser, trombonista de l'orquestra Gewandhaus, va demanar a Felix Mendelssohn, director titular de la mateixa orquestra, que compongués un concert per a trombó solista. Aquest, però, no va poder-ho dur a terme a causa dels molts compromisos que tenia i Ferdinand David, concertino de l'orquestra i amic de Queisser, es va oferir a fer-li'n un, al qual dedicà l'obra.
David compongué l'obra durant el 1837 i aquell any mateix va ser estrenada per Karl Traugott Queisser a Leipzig, esdevenint l'estrena un gran èxit. El mateix Queisser va tocar aquesta obra en repetides ocasions.

### El concert
El concertino per a trombó i orquestra op. 4 de Ferdinand David consta de tres moviments, en el que el tercer és la reexposició del primer. El primer moviment és un allegro maestoso amb una cadència al final del moviment, el segon una marxa fúnebre i el tercer un allegro maestoso. El primer moviment està en Mib (modula a Sib), el segon en Dom, i el tercer en Mib.
L'obra presenta la següent formació: 2 flautes, 2 oboès, 2 clarinets, 2 fagots, 4 trompes. 2 trompetes en Mib, 3 trombons, timpans i corda. Actualment, és obra obligada en gairebé totes les proves i oposicions per a trombó tenor arreu del món.